# Yuri Lima Lara
Yuri Lima Lara (20 de abril de 1994) es un futbolista brasileño que juega como centrocampista en el Yokohama FC.

## Trayectoria

### Clubes
| Club                   | País   | Año       |
| ---------------------- | ------ | --------- |
| E. C. Bahia            | Brasil | 2015-2020 |
| CSA (cedido)           | Brasil | 2018      |
| Tochigi S. C. (cedido) | Japón  | 2019      |
| Oeste F. C.            | Brasil | 2020      |
| Ferroviária            | Brasil | 2021      |
| CSA                    | Brasil | 2021      |
| C. R. Vasco da Gama    | Brasil | 2022      |
| Yokohama FC            | Japón  | 2023-     |